# Jan VI van Cuijk
Jan VI van Cuijk (ca. 1360 - 23 augustus 1394) was heer van Cuijk en Grave (1390-1394) , heer van Hatendonk, Beesd en Hernen, en voogd van Neerloon.  Hij was de oudste zoon van Wenemar van Cuijk en Aleydis de Cocq van Opijnen.

## Contacten met Brabant en Gelre
Jan VI van Cuijk wordt vanaf 1380 herhaaldelijk in documenten vermeld. Meestal trad hij samen met zijn vader Wenemar op.
Jan VI van Cuijk en zijn vader raakten verstrikt in de strijd tussen het hertogdom Brabant en het hertogdom Gelre. Ze waren immers leenman van de hertog van Brabant, maar de moeder van Jan was een Gelderse en in het geschil tussen Brabant en Gelre kozen ze de kant van Gelre. Dit blijkt onder meer uit het feit dat in de zomer van 1384 huwelijksevoorwaarden werden opgemaakt voor een huwelijk tussen Jan VI en Johanna, bastaarddochter van Willem I van Gelre. Het conflict tussen Brabant en Gelre werd beëindigd in 1388; de ratificatie volgde in 1390. In dat jaar deed Jan VI ook leenhulde aan Brabant voor de stad Grave. De goede contacten met Gelre bleven evenwel bestaan.

## Huwelijk en nakomelingen
Bij de verloving van Jan VI van Cuijk met Johanna van Gelre was de toekomstige bruidegom ongeveer 25 jaar oud. De vader van de toekomstige bruid was op dat moment net 20 jaar oud. Dus moet Johanna op dat moment nog een klein kind geweest zijn. Of het huwelijk effectief voltrokken werd, is niet bekend. In elk geval liet het koppel geen kinderen na. Jan VI werd als heer van Cuijk en Grave opgevolgd door zijn oudste zuster Johanna van Cuijk.
Van Jan VI van Cuijk is wel een bastaarddochter, Wemmerske, bekend, vermeld in 1399.